# Noctua carvalhoi
Noctua carvalhoi är en fjärilsart som beskrevs av Rudolf Pinker 1983. Noctua carvalhoi ingår i släktet Noctua och familjen nattflyn. Inga underarter finns listade i Catalogue of Life.